# لازانكي

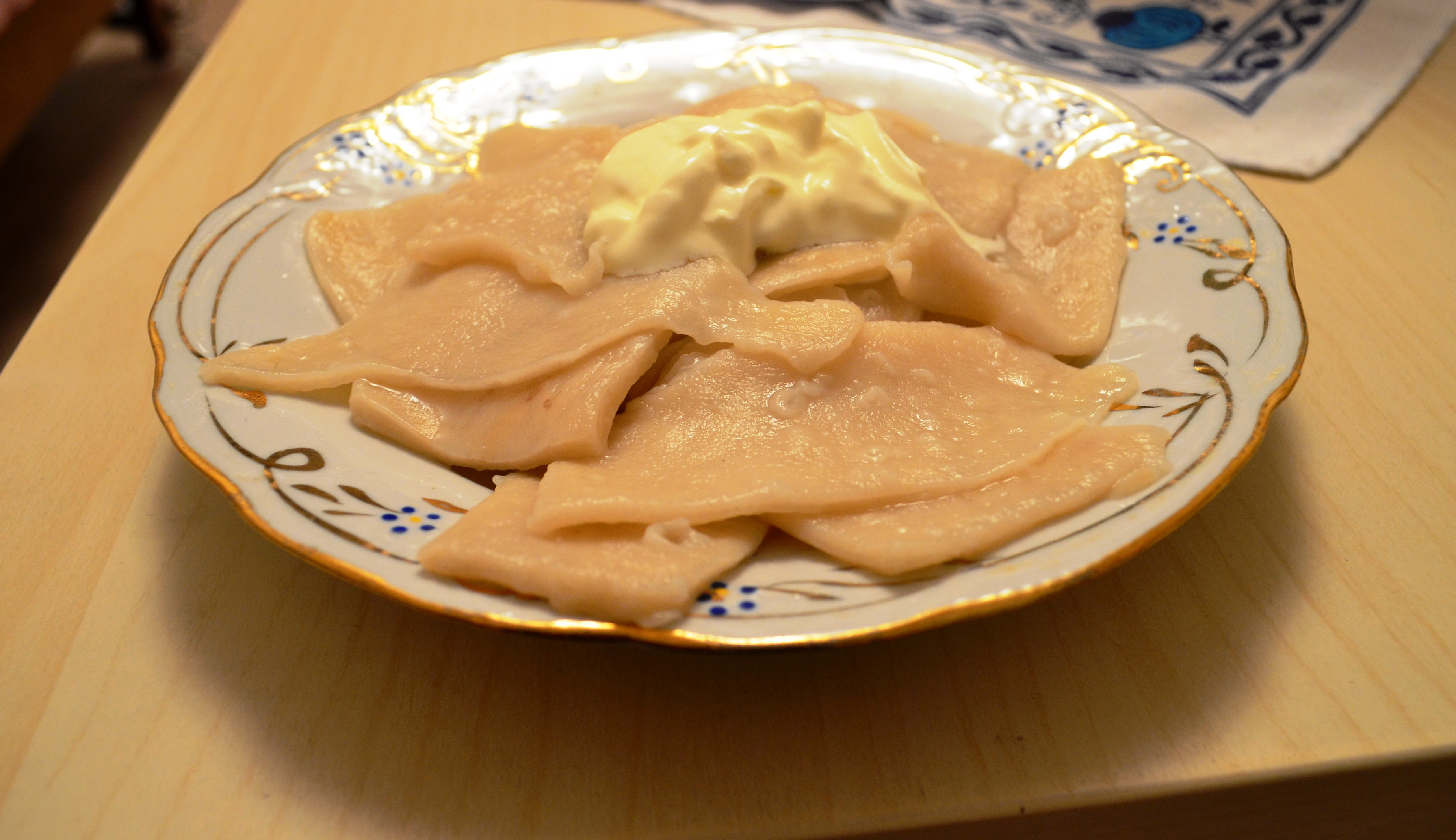
طبق لازانكي

لازانكي Lazanki (البيلاروسية: лазанкі، البولندية: łazanki، الليتوانية: skryliai) وهي نوع من المعكرونة البيلاروسية والليتوانية والبولندية. وتتكون من القمح أو الجاودار أو الحنطة السوداء ويتم تشكيل العجينة بشكل طري بحيث يسهل لفها بشكل رفيع وتُقطع إلى مثلثات أو مستطيلات. ويتم غليها وتصفيتها وتناولها مع الزيوت النباتية والقشدة الحامضة في كثير من الأحيان.